# Egio
Egio (griechisch Αίγιο (n. sg.), deutsch auch Ägion, Äjion, Aeghion oder Egion, für den antiken Ort: altgriechisch Αἴγιον Aigion, lateinisch Aegium) ist eine Stadt an der Nordküste der Peloponnes am Golf von Korinth in der griechischen Region Westgriechenland. Von 1924 bis 2010 war sie eine selbständige Gemeinde in der Präfektur Achaia; seit dem 1. Januar 2011 bildet sie den Gemeindesitz sowie gemeinsam mit umliegenden Dörfern einen von sechs Gemeindebezirken der neu geschaffenen Gemeinde Egialia.

## Geographie

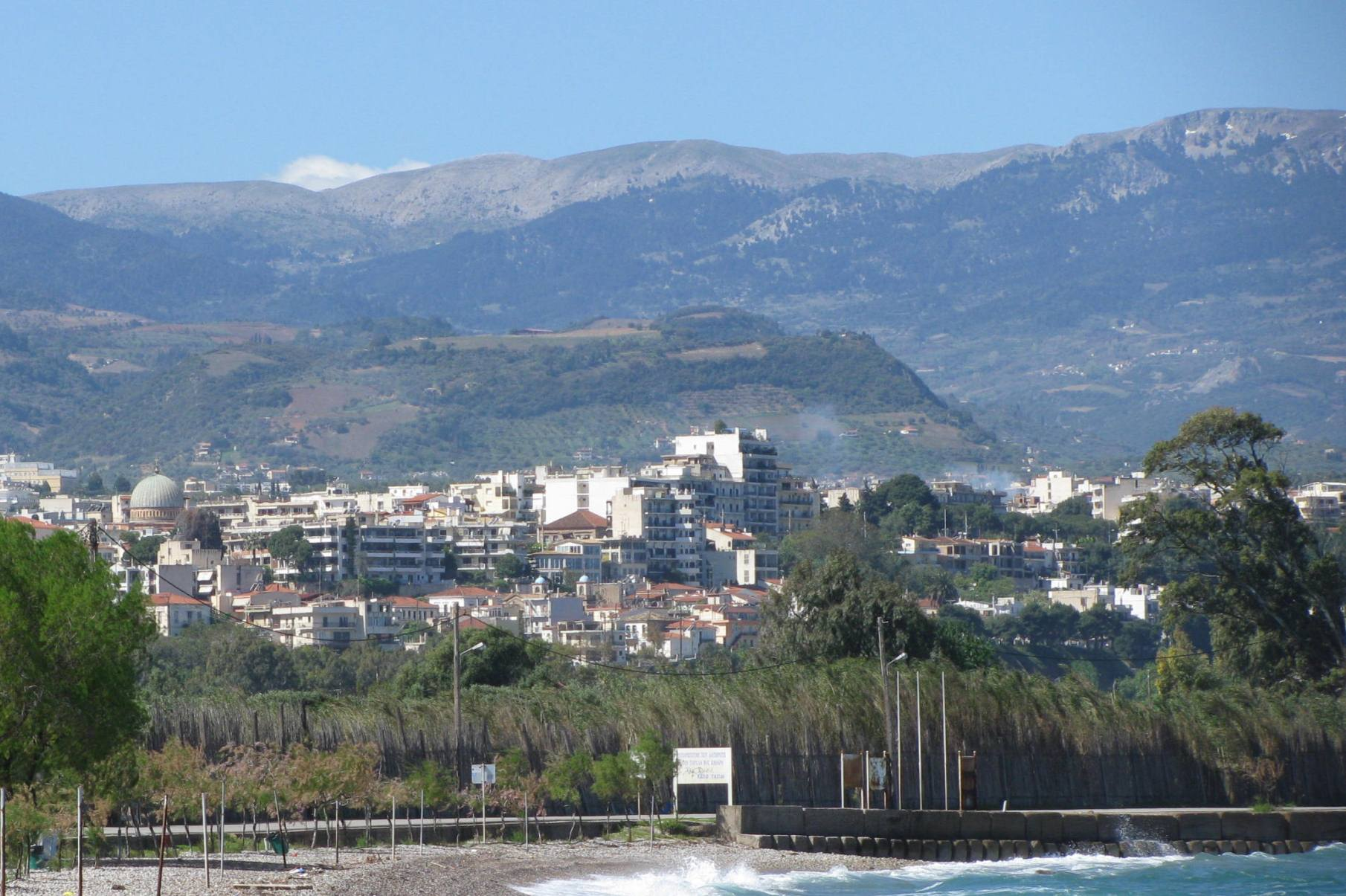
Blick auf die Stadt vom Strand

Abgesehen von einem zwischen 100 und 200 Meter schmalen Streifen, der direkt an der Küste auf Meeresniveau liegt, breitet sich der überwiegende Teil der Stadt auf einem Plateau aus, das steil 30 bis 40 Meter über dem Küstenstreifen ragt. Im Norden grenzt die Stadt an eine kleine Bucht des Golfs von Korinth, im Süden wird das Land zunehmend gebirgiger durch die Ausläufer des Panachaiko-Massivs. Im Westen wird das Stadtgebiet durch den Fluss Meganitis, im Osten durch den Selinoundas begrenzt. Egio liegt in einem erdbebengefährdeten Gebiet und wird immer wieder von Beben erschüttert, in größerem Maße zuletzt 1995.

## Umgebung
Patras, die nächstgrößere Stadt liegt ca. 30 km westlich von Egio und ist zugleich administratives Zentrum der Präfektur Achaia. Zwischen Patras und Egio ermöglicht seit 2004 die Rio-Andirrio-Brücke die Überquerung des Golfs von Korinth und somit die Verbindung mit dem zentralgriechischen Festland.

## Geschichte
Egio ist, wie archäologische Funde belegen, ein sehr alter Ort, obgleich es keine Kontinuität in der Besiedelung gibt. Die erste schriftliche Erwähnung des alten Aigions findet sich in Homers Ilias (Hom. Il. 2,574), wo Aigion im Schiffskatalog genannt wird und zum Herrschaftsgebiet Agamemnons gezählt wird. Auch archäologische Funde zeigen, dass es bereits zu mykenischer Zeit eine Siedlung im Bereich des heutigen Egio gegeben hat. Diese entstand laut Strabon (Strab. 8,3,2 und 8,7,5) aus sieben oder acht Gemeinschaften, wobei das Polisgebiet noch die Stadt Rhypes und später auch Keryneia umfasste. Letzteres wurde in das Gebiet Aigion eingegliedert, als Helike, der bis dahin wichtigste Ort Achaias, im Jahr 373 v. Chr. durch ein Erdbeben zerstört wurde.

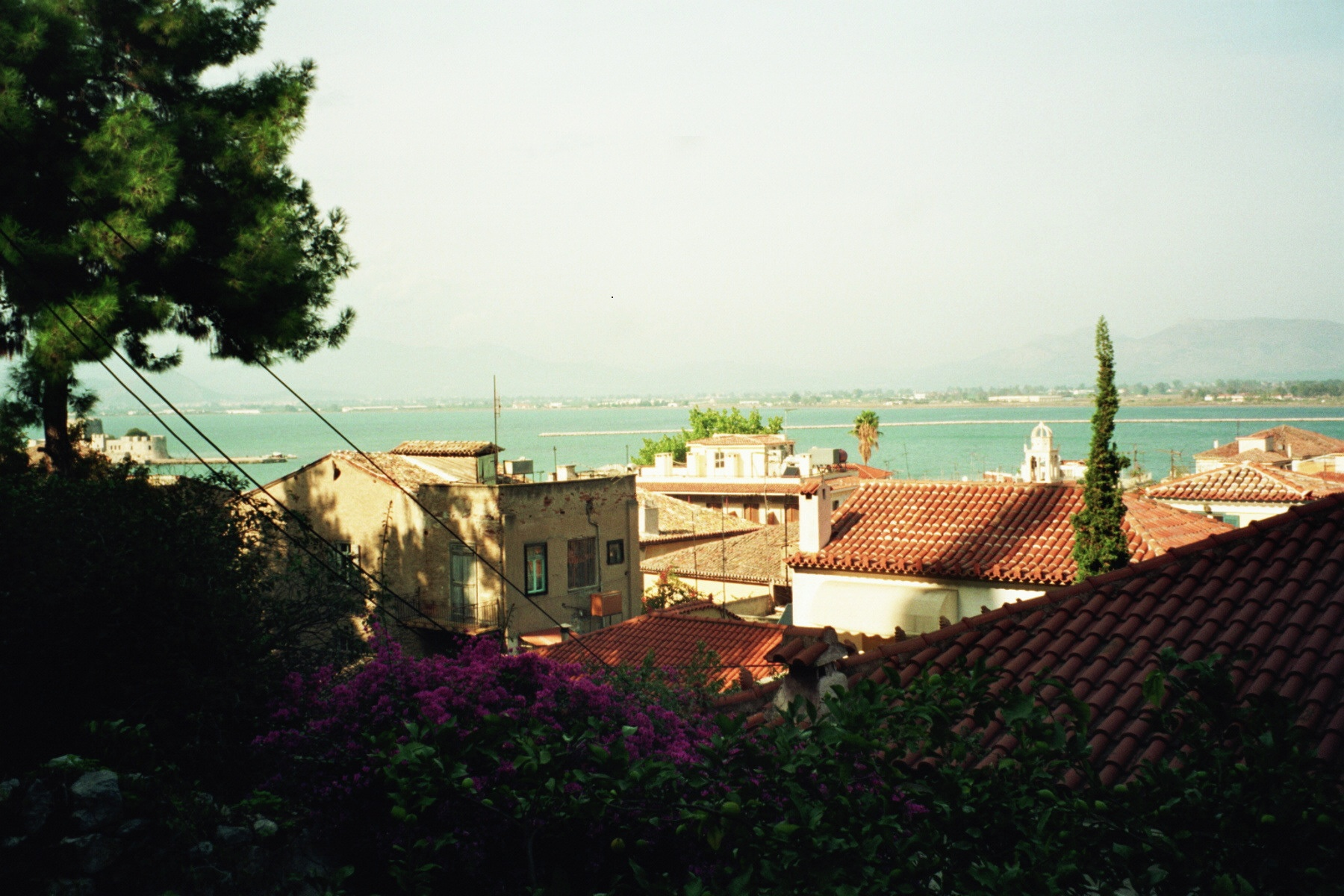
Blick über Egio auf den Golf von Korinth

Aigion war von jeher eine der zwölf Städte des Achaiischen Bundes und löste Helike als deren Hauptsitz ab. Allerdings sank die Stellung Aigions ab 146 v. Chr., da in römischer Zeit Patras zum zentralen Ort im nördlichen Peloponnes avancierte. Dennoch tagte hier noch zur Zeit des Reiseschriftstellers Pausanias Periegetes die Bundesversammlung der Achäer und es war wohl kultischer Sitz des Provinziallandtags. Einen weiteren Einschnitt für die Stadt bedeutete ein schweres Erdbeben im Jahr 23 v. Chr., welches jedoch für Pausanias, der Aigion in seiner Periegese beschreibt, keine nennenswerten Auswirkungen hatte. Die letzten antiken Zeugnisse Aigions sind Münzfunde aus dem frühen 3. Jahrhundert n. Chr. Danach verliert sich jede Spur, und die Stadt taucht erst im Hochmittelalter unter dem slawischen Namen Vostitsa auf. Über den Grund für diesen eklatanten Einschnitt kann nur spekuliert werden, wobei eine Naturkatastrophe, wie ein erneutes Erdbeben oder eine Flutwelle, als sehr wahrscheinlich gelten dürfte.
Aufgrund der Topographie ist davon auszugehen, dass das antike Aigion eine Unterstadt am Meer und eine Oberstadt auf dem Plateau über dem Golf von Korinth hatte. Insbesondere Letztere war somit besser vor Flutwellen geschützt, die durch Erdbeben ausgelöst wurden.
Im 8. Jahrhundert siedelten Slawen im Bereich des antiken Aigions und benannten ihre Siedlung Vostitsa. Danach folgten erst die Venezianer und schließlich die Türken, die die Stadt bis zur Unabhängigkeit Griechenlands am 26. März 1821 besetzt hielten. Mit der Unabhängigkeit folgte auch die Umbenennung in Αίγιο (Egio), in Anlehnung an den antiken Namen. Im 19. und beginnenden 20. Jh. blühte Egio als Zentrum für den Export von Rosinen, Zitronen und Papier auf.

## Verwaltungsgliederung
| Dimotiki Kinotita   | griechischer Name               | Code     | Fläche (km²) | Einwohner 2001 | Einwohner 2011 | Einwohner 2021 | Dörfer und Siedlungen                                                     |
| ------------------- | ------------------------------- | -------- | ------------ | -------------- | -------------- | -------------- | ------------------------------------------------------------------------- |
| Egio                | Δημοτική Κοινότητα Αιγίου       | 37020101 | 20,004       | 21.255         | 20.664         | 20.249         | Egio, Agios Nikolaos, Sotiras, Foniskaria                                 |
| Valimitika          | Δημοτική Κοινότητα Βαλιμιτίκων  | 37020102 | 03,313       | 00510          | 00575          | 00457          | Valimitika                                                                |
| Dafnes              | Δημοτική Κοινότητα Δαφνών       | 37020103 | 05,831       | 00372          | 00307          | 00211          | Dafnes, Agios Ilias                                                       |
| Digeliotika         | Δημοτική Κοινότητα Διγελιωτίκων | 37020104 | 02,070       | 00419          | 00442          | 00391          | Digeliotika                                                               |
| Kouloura            | Δημοτική Κοινότητα Κουλούρας    | 37020105 | 02,285       | 00731          | 00704          | 00922          | Kouloura                                                                  |
| Koumaris            | Δημοτική Κοινότητα Κούμαρη      | 37020106 | 04,061       | 00210          | 00175          | 00206          | Koumaris                                                                  |
| Kounina             | Δημοτική Κοινότητα Κουνινάς     | 37020107 | 19,115       | 00687          | 00479          | 00320          | Kounina, Agia Anna, Moni Pepelenistis, Pelekistra, Petrovouni             |
| Mavriki             | Δημοτική Κοινότητα Μαυρικίου    | 37020108 | 19,694       | 00504          | 00403          | 00259          | Agios Ioannis, Ano Mavriki, Kato Mavriki                                  |
| Melissia            | Δημοτική Κοινότητα Μελισσίων    | 37020109 | 19,280       | 00427          | 00343          | 00273          | Melissia, Lakka, Moni Pammegiston Taxiarchon                              |
| Paraskevi           | Δημοτική Κοινότητα Παρασκευής   | 37020110 | 11,361       | 00230          | 00251          | 00180          | Paraskevi                                                                 |
| Pteri               | Δημοτική Κοινότητα Πτέρης       | 37020111 | 33,255       | 00633          | 00446          | 00439          | Pteri, Agios Andreas, Agios Pandeleimon, Achladea, Kato Pteri, Boufouskia |
| Selinoundas         | Δημοτική Κοινότητα Σελινούντος  | 37020112 | 03,538       | 00634          | 00449          | 00534          | Selinoundas                                                               |
| Temeni              | Δημοτική Κοινότητα Τέμενης      | 37020113 | 04,181       | 01.137         | 01.214         | 01.213         | Temeni                                                                    |
| Chatzi              | Δημοτική Κοινότητα Χατζή        | 37020114 | 03,353       | 00063          | 00051          | 00041          | Chatzi                                                                    |
| Gemeindebezirk Egio | Gemeindebezirk Egio             | 370201   | 151,341      | 27.812         | 26.523         | 25.795         |                                                                           |

## Kultur und Sehenswürdigkeiten

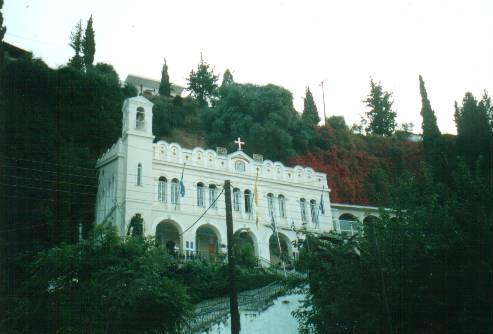
Panagia Trypiti in Egio

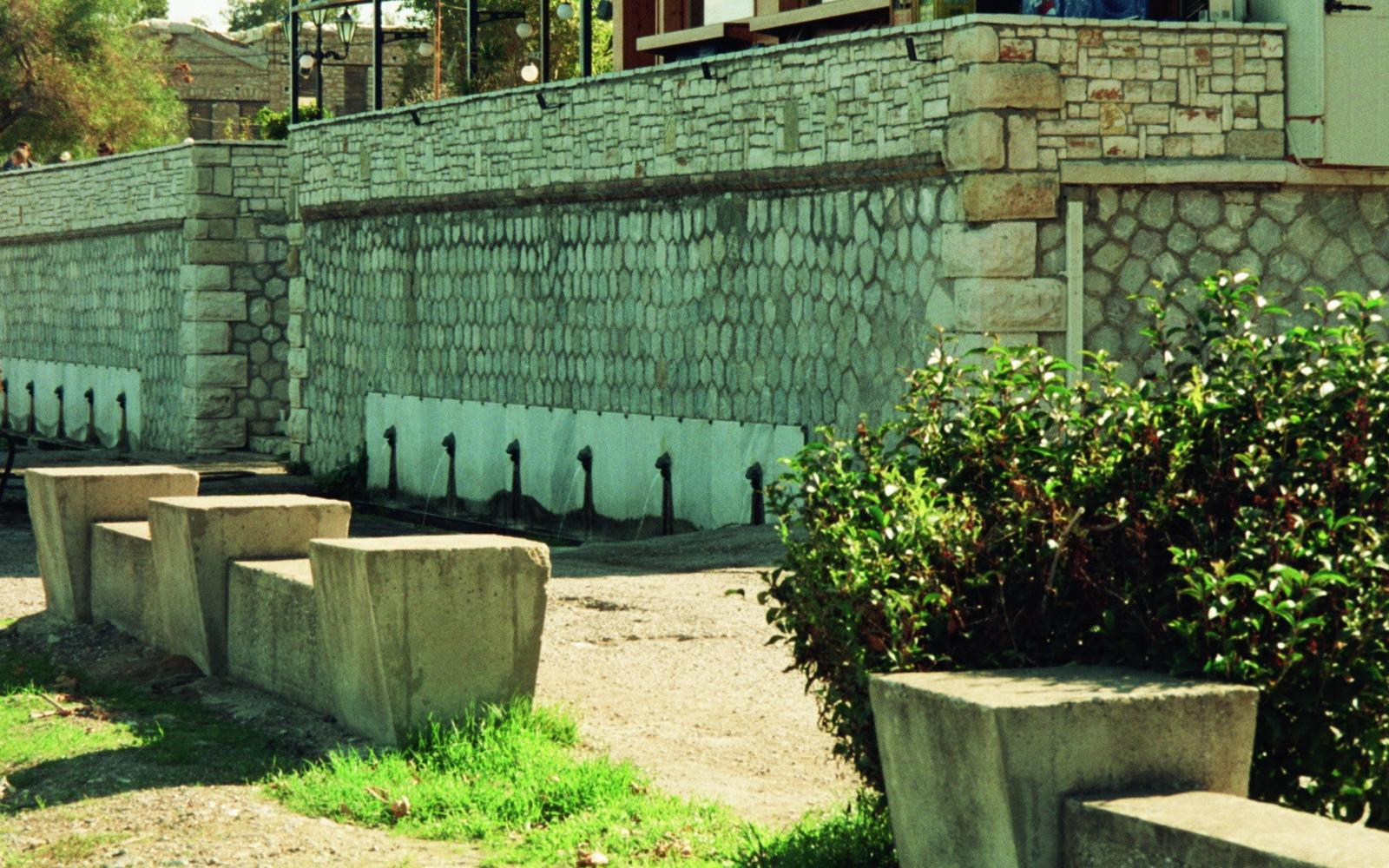
Dodeka Vryses (‚Zwölf Brunnen‘)

- Dodeka Vryses (Δώδεκα Βρύσες ‚Zwölf Brunnen‘): Von dieser Quelle am Meer, über die eine Brunnenanlage mit zwölf wasserspeienden Löwen gebaut wurde, berichtete bereits der antike Reiseführer des Pausanias.
- Panagia Trypiti: Das Kirchengebäude ist zum Teil in den Felsen des Plateaus gebaut.
- Faneromini Kathedrale: Eine neoklassische Kathedrale im Stadtzentrum.
- Archäologisches Museum (Αρχαιολογικό Μουσείο): In der ehemaligen Markthalle aus dem 19. Jahrhundert, die von dem deutschen Architekten Ernst Ziller entworfenen wurde, werden zahlreiche archäologische Funde aus Stadt und Region ausgestellt.

## Verkehr, Wirtschaft und Medien

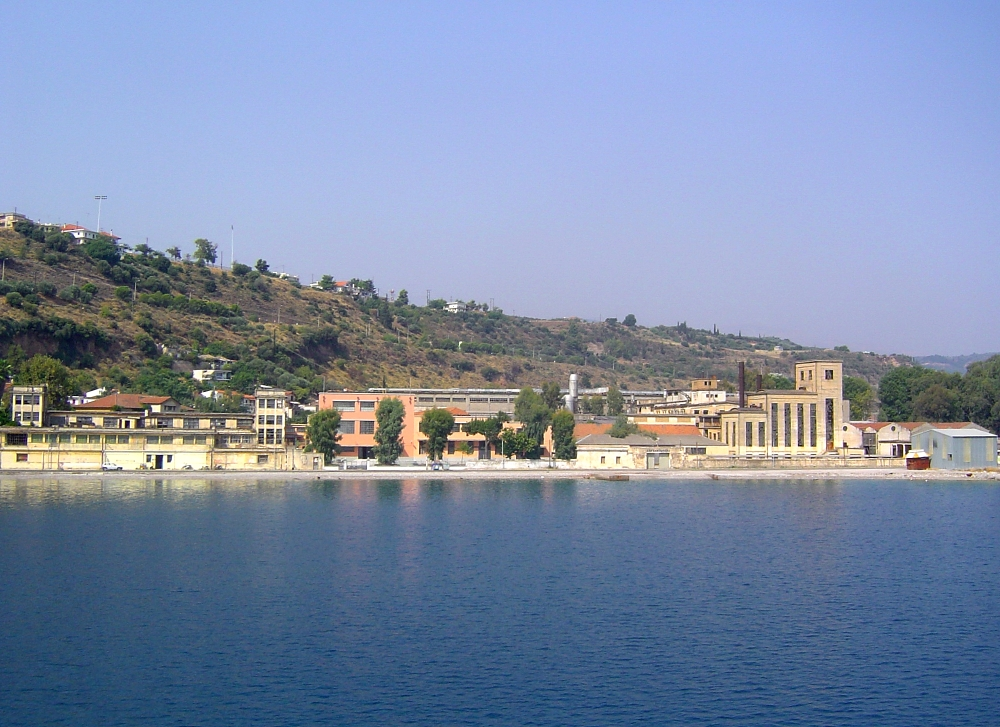
Blick auf den Hafen von Egio mit der alten Papierfabrik

An Egio verläuft die von Athen nach Patras führende Nationalstraße 8a vorbei, wobei es zwei Abfahrten Egio-Ost und Egio-West und eine Raststätte mit Tankstelle gibt. Die Straße Ethniki Odos 31 zweigt nach Kalavryta ab. Zudem hat Egio einen Bahnhof, der an der Bahnstrecke Athen–Patras liegt, und einen Omnibusbahnhof, in dem zahlreiche Buslinien aus den umliegenden Orten zusammenlaufen. Vom Hafen aus gibt es auch Fährverbindungen vor allem auf das zentralgriechische Festland, wie etwa nach Agios Nikolaos.
Wirtschaftlich ist Egio heute überwiegend von der verarbeitenden Industrie geprägt und es gibt unter anderem Kunststoff verarbeitende Betriebe.
Neben der seit 1998 wöchentlich erscheinenden Zeitung Filodimos (Φιλόδημος) existiert auch ein eigener Radiosender Radio Egio 99,2 fm, der zur selben Mediengruppe wie die Zeitung gehört.

## Persönlichkeiten
- Andreas Londos (1784 oder 1786–1846), Freiheitskämpfer und Politiker
- Eleni Patrikiou-Kanellopoulou (1901–1980), Architektin